# La Creuse
La Creuse ist eine Gemeinde im französischen Département Haute-Saône in der Region Bourgogne-Franche-Comté.

## Geographie
La Creuse liegt auf einer Höhe von 300 m über dem Meeresspiegel, sechs Kilometer ostsüdöstlich von Saulx und etwa 15 Kilometer ostnordöstlich der Stadt Vesoul (Luftlinie). Das Dorf erstreckt sich im zentralen Teil des Départements, im Tal der Colombine, zwischen den Höhen des Bois de Vaugirard und des Bois de Venet.
Die Fläche des 5,04 km² großen Gemeindegebiets umfasst einen Abschnitt in der gewellten Landschaft zwischen dem Becken von Saulx im Westen und der Ebene von Lure im Osten. Von Osten nach Westen wird das Gebiet von der Alluvialniederung der Colombine durchquert, die für die Entwässerung zum Durgeon sorgt. Die Talniederung liegt auf durchschnittlich 290 m und weist eine Breite von maximal einem Kilometer auf. Landwirtschaftliche Nutzung herrscht hier vor.
Flankiert wird das Tal auf beiden Seiten von relativ steilen Hängen, die zu den angrenzenden bewaldeten Höhen überleiten: im Süden die Escloupe (355 m), im Südosten der Bois de Venet (bis 390 m), im Osten der Grand Bois Communal (368 m) sowie auf der gegenüberliegenden Talseite im Nordwesten der Bois de Vaugirard. Mit 412 m wird auf dieser Hochfläche die höchste Erhebung von La Creuse erreicht. In geologisch-tektonischer Hinsicht besteht das Gelände aus einer Wechsellagerung von sandig-mergeligen und kalkigen Sedimenten, die während der Lias (Unterjura) abgelagert wurden. An einigen Orten tritt auch Muschelkalk aus der mittleren Trias zutage.
Nachbargemeinden von La Creuse sind Adelans-et-le-Val-de-Bithaine im Norden, Genevreuille im Osten, Pomoy im Süden sowie Velleminfroy und Châtenois im Westen.

## Geschichte
Der Ortsname leitet sich vom altfranzösischen Wort cruèse (Schlucht, enges Tal) ab. Im Mittelalter gehörte La Creuse zur Freigrafschaft Burgund und darin zum Gebiet des Bailliage d’Amont. Die lokale Herrschaft hatten die Herren von Faucogney inne, die das Gebiet dem Kloster Bithaine überließen. Dessen Mönche machten das Land urbar und gründeten hier eine Meierei (Grange de la Creuse), die den Ursprung der Siedlung bildete. Zusammen mit der Franche-Comté gelangte La Creuse mit dem Frieden von Nimwegen 1678 definitiv an Frankreich. Heute ist La Creuse Mitglied des 17 Ortschaften umfassenden Gemeindeverbandes Communauté de communes du Pays de Saulx.

## Sehenswürdigkeiten
Das Fontaine-Lavoir stammt aus dem 19. Jahrhundert.

## Bevölkerung
| Jahr                       | 1962 | 1968 | 1975 | 1982 | 1990 | 1999 | 2006 |
| Einwohner                  | 59   | 51   | 50   | 41   | 43   | 51   | 68   |
| Quellen: Cassini und INSEE |      |      |      |      |      |      |      |

Mit 72 Einwohnern (1. Januar 2022) gehört La Creuse zu den kleinsten Gemeinden des Département Haute-Saône. Nachdem die Einwohnerzahl in der ersten Hälfte des 20. Jahrhunderts deutlich abgenommen hatte (1886 wurden noch 203 Personen gezählt), wurden seit Beginn der 1960er Jahre nur noch geringe Schwankungen verzeichnet. In den letzten Jahren nahm die Bevölkerungszahl wieder zu.

## Wirtschaft und Infrastruktur
La Creuse ist noch heute ein vorwiegend durch die Landwirtschaft (Ackerbau, Obstbau und Viehzucht) und die Forstwirtschaft geprägtes Dorf. Außerhalb des primären Sektors gibt es nur wenige Arbeitsplätze im Ort. Einige Erwerbstätige sind deshalb Wegpendler, die in den größeren Ortschaften der Umgebung und in der Agglomeration Vesoul ihrer Arbeit nachgehen.
Die Ortschaft liegt abseits der größeren Durchgangsachsen an einer Departementsstraße, die von Pomoy nach La Chapelle-lès-Luxeuil führt. Eine weitere Straßenverbindung besteht mit Velleminfroy. Durch das Gemeindegebiet verläuft die Eisenbahnlinie von Belfort nach Vesoul. Der nächste Bahnhof befindet sich in Creveney.